# Екселсіор (Міннесота)
Екселсіор (англ. Excelsior) — місто (англ. city) в США, в окрузі Ганнепін штату Міннесота. Населення — 2355 осіб (2020).

## Географія
Екселсіор розташований за координатами 44°54′0″ пн. ш. 93°34′2″ зх. д. / 44.90000° пн. ш. 93.56722° зх. д. (44.900099, -93.567168).  За даними Бюро перепису населення США в 2010 році місто мало площу 1,78 км², з яких 1,62 км² — суходіл та 0,16 км² — водойми.

## Демографія
Згідно з переписом 2010 року, у місті мешкало 2188 осіб у 1115 домогосподарствах у складі 494 родин. Густота населення становила 1226 осіб/км².  Було 1254 помешкання (703/км²).
Расовий склад населення:
| - 90,4 % — білих - 2,7 % — чорних або афроамериканців - 1,5 % — азіатів - 0,6 % — корінних американців - 0,1 % — вихідців з тихоокеанських островів - 2,2 % — осіб інших рас |

До двох чи більше рас належало 2,5 %. Частка іспаномовних становила 5,9 % від усіх жителів.
За віковим діапазоном населення розподілялося таким чином: 19,1 % — особи молодші 18 років, 65,5 % — особи у віці 18—64 років, 15,4 % — особи у віці 65 років та старші. Медіана віку мешканця становила 42,0 року. На 100 осіб жіночої статі у місті припадало 94,0 чоловіків;  на 100 жінок у віці від 18 років та старших — 89,8 чоловіків також старших 18 років.
Середній дохід на одне домашнє господарство  становив 94 186 доларів США (медіана — 46 995), а середній дохід на одну сім'ю — 120 496 доларів (медіана — 77 969). Медіана доходів становила 50 000 доларів для чоловіків та 41 250 доларів для жінок. За межею бідності перебувало 10,6 % осіб, у тому числі 6,8 % дітей у віці до 18 років та 9,0 % осіб у віці 65 років та старших.
Цивільне працевлаштоване населення становило 1199 осіб. Основні галузі зайнятості: роздрібна торгівля — 19,3 %, освіта, охорона здоров'я та соціальна допомога — 16,5 %, науковці, спеціалісти, менеджери — 14,1 %.